# دهستان دیزمار غربی
دهستان دزمار یا دیزمار یکی از دهستان‌های استان آذربایجان شرقی است که در گذشته خاروانا مرکز این بخش بود. در سال ۱۳۷۵ دیزمار غربی به مرکزیت سیه رود از دیزمار شرقی به مرکزیت خاروانا جداو به شهرستان جلفا ملحق شد. امروزه منظور از دیزمار غربی همه بخش سیه رود و منظور از دیزمار مرکزی همه بخش خاروانا است. دیزمار غربی در بخش سیه‌رود شهرستان جلفا واقع شده است. بخش سیه رود که امروزه به آن دیزمار غربی گفته می‌شود از غرب روستای زیبای مردانقم شروع شده و از طرف شمال به رود ارس و از طرف غرب با شهرستان مرند و از طرف شرق با دیزمار مرکزی (خاروانا) و دهستان دیزمار شرقی از توابع بخش منجوان از توابع شهرستان تازه تأسیس خداآفرین همسایه است. لازم است ذکر شود که اغلب جاذبه‌های تاریخی و زیارتی ارسباران در روستاهای اوشتبین، کردشت، دوزال، نوجه مهر و … در این محال قرار دارندو دیزمار غربی از مناطق دیگر دیزمار آبادتر بوده و در حال پیشرفت قرار دارد. حمدالله مستوفی (۷۵۰–۶۸۰) در صفحه ۱۳۲ کتاب نزهة القلوب منطقه دیزمار را ولایت یکپارچه می‌داند که این امر نشانگر این است که تقسیم‌بندی دیزمار به قسمت مرکزی، غربی و شرقی جنبه تاریخی ندارد. او دربارهٔ دیزمار می‌نویسد: «دیزمار ولایتی است در شمال تبریز کما بیش پنجاه پاره دیه بود و دوزال و کوردشت و قولان و هزار[=هراس که روستای تاریخی اوشتبین از اجتماع سه آبادی هراس، سیاوشان و جعفرآباد به‌وجود آمده است. و خاروانا از معظمات آن. هوایش معتدل به گرمی و آبش از آن جبال برمی‌خیزد و فضلابش در ارس می‌ریزد حاصلش غله و پنبه و انگور و میوه به همه انواع می‌باشد و پیشتر از همه جا رسد و نوباوه تبریز از آنجا باشدحقوق دیوانش چهل هزار و هشتصد دینار است». لازم است ذکر شود که در زمان صفویه عشایر پیرعلیلو، مقدم، بایبردلو، چلبیانلو، سادات شامی کوه کمر و … در منطقه ارسباران و به ویژه دیزمار ساکن شدند. موج دوم مهاجرت از آن سوی ارس در زمان فتحلیشاه قاجار روی داد که در آن زمان قاجار کرداحمد، عشایر پسیان، الیاسکانلو و … در آبادی‌هایی ساکن شدند و دیزمار در گذشته نه چندان دور ۱۹۶ آبادی بزرگ و کوچک داشت و خاروانا مرکز سیاسی-اداری و اشتبین مرکز فرهنگی محال دیزمار ارسباران محسوب می‌شود.
امروزه به دزمار شرقی و غربی تقسیم می‌شود، پیش از این بخش بزرگی از ارسباران را فرا می‌گرفته، دارای دیه‌های آباد و فراوانی بوده است. حمدالله مستوفی قزوینی در کتاب ((نزهت القلوب)) (تألیف ۷۴۰ هجری قمری) در گفتگو از این سامان می‌نویسد: ((دزمار ولایتی است در شمال تبریز کما بیش پنجاه پاره دیه بود و دوزال و کوردشت و قولان و هراز (امروزه هراس نامیده می‌شود) و جورواثق (درست این نام باید خوروانق باشد که امروزه " خروانا " خوانده می‌شود و در اصل " خوروانک " بوده ) از معظمات آن، هوایش معتدل است به گرمی مایل و آبش از جبال برمی‌خیزد و فاضلابش در ارس می‌ریزد. حاصلش غله و پنبه و میوه به همه انواع می‌باشد و بیشتر (این واژه به قرینه جمله پس از آن باید " پیشتر " باشد و اکنون نیز میوه و سردرختی آنجا پیشتر از همه جا می‌رسد و نوبار تبریز از آن جاست ) از همه جا رسد و نو باوه تبریز از آنجا باشد. حقوق دیوانیش چهل هزار و هشتصد دینار است)).
دزمار شرقی که در شمال ورزقان است اکنون از شمال به رود ارس از جنوب به دهستان اوزمدیل از مشرق به دهستان مینجوان و حسنو (حسن‌آباد ؟) از مغرب به دهستان دزمار غربی محدود است. هوای آن در کرانه‌های رودخانه ارس گرم و در بخش جنوبی معتدل و آب دیه‌های آن همگی از چشمه‌ها و رود ارس و رود مردانقم است.
این دهستان از پنجاه و شش آبادی بزرگ و کوچک پدید آمده که بیش از (۱۸۵۰۰) تن جمعیت دارد و مرکز آن آبادی اشتبین است، آبادیهای دیگر آن در درجه یکم عبارت است از: مردانقم – شرف آباد – جوشین – چشمخان - علیار – اویلق – مزرعه شادی. و در درجه دوم: چای کندی – ملک – ونیستان – کرینگان – کلاله – هراس – کرانّلو – کاوانی – داران – نمنق - قولان …
دزمار (دیزمار) بزرگ‌ترین محال قره‌داغ بوده است و دژهای آن از دوران اورارتوها، اصحاب راس، قوم آس و قوم ماد به یادگار مانده است. دهات و قصبات آباد محال باستانی دیزمار بر خلاف خواست اهالی شقه شقه شده و ضمیمه شهرستان‌های مرند، جلفا، ورزقان، شبستر، خداآفرین و تبریز شده است. محال باستانی دیزمار علاوه بر دیزمار شرقی، دیزمار غربی، دیزمار مرکزی، بخش سیه رود، بخش خاروانا، مناطقی در محدوده شهرستان‌های هریس، مرند، جلفا، تبریز، شبستر و به‌ویژه بخش مرکزی ورزقان را شامل می‌شود. محالی که سنگ بنای قره‌داغ بوده و هزاران سال قبل از هبوط حضرت آدم (ع) در روستای سقای تمدنی باستانی موجود بوده است. از زمان شاه اسماعیل صفوی تا زمان فتحعلیشاه قاجار، حاکمان قره‌داغ در قصبات جنت مثال دوزال و کردشت فرمان می‌راندند. یاقوت حموی (۶۲۶ ه‍. ق- ۵۷۴ه‍.ق) در کتاب معجم البلدان راجع به دزمار آورده است:" کسر أوله و تشدید ثانیه. قلعة حصینة من نواحی أذربیجان قرب تبریز". حمد اللّه مستوفی قزوینی (۷۵۰ ه‍.ق - ۶۸۰ه‍.ق) در کتاب نزهة القلوب آورده است :"دزمار ولایتی است در شمال تبریز کمابیش پنجاه پاره دیه بود و دوزال و کوردشت و قولان و هرار و خوروانق از معظمات آن. هوایش معتدل است بگرمی مایل و آبش از آن جبال برمی‌خیزد و فضلابش در ارس می‌ریزد. حاصلش غله و پنبه و انگور و میوه به همه انواع می‌باشد و بیشتر از همه جا رسد و نوباوه تبریز از آنجا باشد. حقوق دیوانیش چهل هزار و هشتصد دینار است." اسکندر بیگ ترکمان منشی شاه عباس کبیر(۹۴۰ ه‍. ش- ۱۰۱۲ه‍.ش) در تاریخ عالم آرای عباسی درباره دزمار می‌گوید: "... نخست به دوزال و کوردشت که دو موضع است از قراء و مواضع الکاء دزمار در کنار رود ارس بر جانب جنوبی واقع شده وارد گشته سه روز در آنجا توقف نمودند و این هر دو موضع دو قلعه ایست از قطعات ریاض جنان که باغات آن بهم پیوسته اقسام میوه‌ها به تخصیص انار شیرین هاجه (= شاخه) که ارباب ذایقه و تمیز بر انار یزد و ابرقوه و شاهواره ساوه و قم ترجیح می‌دهند و الحق جای آن دارد و اقسام انگورهای نازک لطیف الوان در آنجا خوب می‌باشد و در آن موسم میوه‌ها دربار و بسیار بود خصوصاً انار که آن مقدار بحاصل می‌آید که بتمامی بلاد و قصبات آذربایجان و شیروان و اران و گرجستان نقل می‌نمایند.